# Sally Can’t Dance
Sally Can’t Dance (рус. «Салли не может танцевать») — четвёртый сольный студийный альбом американского музыканта Лу Рида, вышедший в 1974 году. Диск стал самым большим коммерческим успехом артиста. Также это первый сольный альбом Лу Рида, записанный целиком в США, когда так предыдущие три были записаны в Англии.

## Об альбоме
В отличие от предыдущего альбома Лу Рида Berlin, в Sally Can’t Dance отсутствует единая концепция. Альбом является собранием медленных и шумных, грустных и веселых композиций. Весь материал альбома записывался с нуля, на сей раз Рид избежал перезаписи песен, написанных им во времена существования его группы The Velvet Underground, но не вошедших в альбомы группы.
Слушателям особенно запоминаются:
- громкая «N.Y. Stars», в тексте которой музыкант смеется над «четверосортными имитаторами», пытавшимися в те времена копировать его стиль;
- тревожная «Kill Your Sons», являющаяся рефлексией Рида на тему пребывания в психиатрической лечебнице, куда его в молодом возрасте отправили родители, чтобы «лечить» от внезапно проявившейся склонности к гомосексуализму;
- меланхоличная «Billy», рассказывающая о судьбе бывшего одноклассника, имевшего, по словам Рида, более «нормальные» амбиции, чем он.

Несмотря на различные стили и настроения песен, все они не имеют совершенно ничего общего с композициями предыдущего альбома. Самые, как может показаться, безобидные и бесхитростные песни пропитаны фирменным чёрным юмором Лу Рида. Так, например, в танцевальной композиции «Sally Can’t Dance», речь в которой идет о девушке Салли, уставшей от дискотек и клубов, есть строчка о том, что Салли была «первой девушкой, изнасилованной на Томпкинс Скуэр, очень хорошо!» А в одном из куплетов, на первый взгляд, шуточно-детской песни об отношениях животных «Animal Language» рассказывается о собаке, которая постоянно лаяла и мешала соседям её хозяйки, после чего ночью они схватили собаку, «засунули пистолет ей глубоко в рот и пристрелили».

## Релиз и последующий карт-бланш Лу Рида
Студия видела альбом как потенциальный коммерческий хит, который должен был помочь закрепить за Лу Ридом статус звезды, и, конечно, музыкант остался разочарован как подобным отношением к себе, так и производством, в котором по вине студии он сыграл пассивную роль. «Похоже, что, чем меньше я задействован в создании альбома, тем большим хитом он становится. Если в записи следующего альбома я не приму участие вообще, он наверняка займет первые места», — сказал он.
RCA Records настаивали на скорейшем альбоме-последователе, но в связи с коммерческим успехом Sally Can’t Dance музыкант получил полную творческую свободу для создания следующего альбома. Утомленный процессом записи своего четвертого сольника, желающий отомстить, Рид приносит студии Metal Machine Music — час фидбэка и нойза, записанный артистом дома на четырехдорожечном магнитофоне, музыку, не имеющую ни малейшего шанса стать хитом.

## Список композиций
Все песни написаны Лу Ридом.
1. «Ride Sally Ride» — 4:05
2. «Animal Language» — 3:03
3. «Baby Face» — 5:02
4. «N. Y. Stars» — 4:00
5. «Kill Your Sons» — 3:41
6. «Ennui» — 3:40
7. «Sally Can’t Dance» — 4:12
8. «Billy» — 5:06

Бонус-треки
1. «Good Taste» — 3:26
2. «Sally Can’t Dance» (Single Version) — 2:55

## Участники записи
- Лу Рид — вокал, гитара
- Дэнни Вайс — гитара, тамбурин, бэк-вокал, аранжировка духовых
- Пол Флайшер — саксофон (в песне «Billy»)
- Дэвид Тэйлор, Лу Марини[англ.], Тревор Кёлер[англ.], Джон Фаддис[англ.], Алан Рубин[англ.], Алекс Фостер[англ.] — духовые
- Стив Кац[англ.] — гармоника, духовые
- Майкл Фонфара[англ.] — клавишные, бэк-вокал, духовые
- Пракаш Джон[англ.] — бас-гитара, бэк-вокал
- Дуг Юл — бас-гитара (в песне «Billy»)
- Ричи Дарма — ударные (в песнях «Kill Your Sons» и «Ennui»)
- Пентти «Уитни» Глэн — ударные
- Майкл Уэндрофф — бэк-вокал
- Джоэнн Вент — бэк-вокал